# الاتحاد الجغرافي الدولي
الاتحاد الجغرافي الدولي (بالإنجليزية: International Geographical Union؛ بالفرنسية: Union géographique internationale) هي جمعية جغرافية دولية، تأسست رسميا في 1922 في بروكسل (بلجيكا) بينما كان أول مؤتمر جغرافي سنة 1871 في أنتويرب (بلجيكا) وتبعته عدة مؤتمرات وهي التي أدت إلى إنشاء هذا الاتحاد سنة 1922. يتكون الاتحاد من 34 لجنة و4 فرق عمل، وهذه اللجان تهتم بالجغرافيا التطبيقية والجغرافيا البشرية والجغرافيا البحرية وكذلك تحليلات المناظر الطبيعية والموارد المائية.

الاتحاد الجغرافي الدولي هو أحد أعضاء المجلس الدولي للعلوم والمجلس الدولي للعلوم الاجتماعية.

## الأهداف
للاتحاد الجغرافي الدولي سبعة أهداف رئيسية:
- تعزيز دراسة المشاكل الجغرافية.
- بدء وتنسيق البحوث الجغرافية التي تتطلب التعاون الدولي وتعزيز المنشورات العلمية والمناقشات حول هذا التعاون.
- توفير الإنصاف للجغرافيين في أعمال المنظمات الدولية.
- تسهيل جمع ونشر البيانات الجغرافية والوثائق بين جميع البلدان الأعضاء.
- تشجيع مؤتمرات الجغرافيا الدولية، والمؤتمرات الإقليمية والندوات المتخصصة المتعلقة بأهداف الاتحاد.
- المشاركة في أي شكل أو مناسبة أخرى في التعاون الدولي للمضي قدما في دراسة وتطبيق الجغرافيا.
- تعزيز المعايير والأساليب المقارنة، التسميات والرموز المستخدمة دوليا في الجغرافيا.

## القادة

### الرؤساء
| - 1922-1924: الأمير رولون بونابرت ( فرنسا) - 1924-1928: الجنرال نيكولا فاكيلي ( إيطاليا) - 1928-1931: الجنرال روبر بورجوا ( فرنسا) - 1931-1934: آيسايا بومان ( الولايات المتحدة) - 1934-1938: السير تشارلز كلوز ( المملكة المتحدة) - 1938-1949: إمانويال دو مارتون ( فرنسا) - 1949-1952: جورج كريساي ( الولايات المتحدة) - 1952-1956: دادلي ستامب ( المملكة المتحدة) - 1956-1960: هانس أهلمان ( السويد) - 1960-1964: كارل ترول ( ألمانيا) - 1964-1968: شيبا شاترجي ( الهند) - 1968-1972: ستانيسلاف لشتجتسكي ( بولندا) | - 1972-1976: جان دراش ( فرنسا) - 1976-1980: مايكل ويز ( المملكة المتحدة) - 1980-1984: أكين مابوغونج ( نيجيريا) - 1984-1988: روبرت سكوت ( أستراليا) - 1988-1992: رولاند فوكس ( الولايات المتحدة) - 1992-1996: هيرمان فيرستابن ( هولندا) - 1996-2000: برونو ميسيريلي ( سويسرا) - 2000-2004: آن بوتيمر ( أيرلندا) - 2004-2006: أدالبرتو فاليغا ( إيطاليا)، توفي في 2006. - 2008-2012: رونالد فرانسيس أبلر ( الولايات المتحدة) - 2012-الأن: فلاديمير كولوسوف ( روسيا) |

### الأمناء العامون وأمناء المال
| - 1922-1928: سير تشارلز كلوز ( المملكة المتحدة) - 1928-1931: فيليبو دي فيليبي ( إيطاليا) - 1931-1938: إمانويال دو مارتون ( فرنسا) - 1938-1949: بول ميشوت ومارغاريت أليس لوفافر ( بلجيكا) - 1949-1956: جورج كيمبل ( كندا) - 1956-1968: هانس بوش ( سويسرا) - 1968-1976: شونسي هاريس ( الولايات المتحدة) | - 1976-1984: والثر مانشار ( ألمانيا) - 1984-1992: لجاك كوجينشكي ( كندا) - 1992-2000: إكار إهلرس ( ألمانيا) - 2000-2008: رونالد فرانسيس أبلر ( الولايات المتحدة) - 2008-2010: وو إيك يو ( كوريا الجنوبية) - 2010-الأن: مايكل ميدوز ( جنوب إفريقيا) |

## المؤتمرات
| - المؤتمر 1: 1871 أنتويرب - المؤتمر 2: 1875 باريس - المؤتمر 3: 1881 البندقية - المؤتمر 4: 1889 باريس - المؤتمر 5: 1891 برن - المؤتمر 6: 1895 لندن - المؤتمر 7: 1899 برلين - المؤتمر 8: 1904 واشنطن - المؤتمر 9: 1908 جنيف - المؤتمر 10: 1913 روما - المؤتمر 11: 1925 القاهرة - المؤتمر 12: 1928 كامبريدج - المؤتمر 13: 1931 باريس - المؤتمر 14: 1934 وارسو - المؤتمر 15: 1938 أمستردام - المؤتمر 16: 1949 لشبونة | - المؤتمر 17: 1952 واشنطن - المؤتمر 18: 1956 ريو دي جانيرو - المؤتمر 19: 1960 ستوكهولم - المؤتمر 20: 1964 لندن - المؤتمر 21: 1968 نيو دلهي - المؤتمر 22: 1972 مونتريال - المؤتمر 23: 1976 موسكو - المؤتمر 24: 1980 طوكيو - المؤتمر 25: 1984 باريس - المؤتمر 26: 1988 سيدني - المؤتمر 27: 1992 واشنطن - المؤتمر 28: 1996 لاهاي - المؤتمر 29: 2000 سيول - المؤتمر 30: 2004 غلاسكو - المؤتمر 31: 2008 تونس - المؤتمر 32: 2012 كولونيا |

## مقالات ذات صلة
- المجلس الدولي للعلوم
- مهرجان الجغرافيا الدولي

## روابط خارجية
- الموقع الرسمي